# ميلاني إليسون
ميلاني إليسون (بالإنجليزية: Melanie Ellison)‏ (1969)؛ روائية أمريكية.